# ニコジ
ニコジ（グルジア語: ნიქოზი、グルジア語ラテン翻字: Nikozi）は、ジョージアのシダ・カルトリ州ゴリ地区の村落。ニコジ・テミに属する。現在はゼモ・ニコジとクヴェモ・ニコジの2村に分割されている。ジョージア総主教キリオン2世の生誕地である。
ニコジには芸術学校があり、同校の主催により2011年からアニメーション映画祭が毎年開催されている。

## 南オセチア紛争

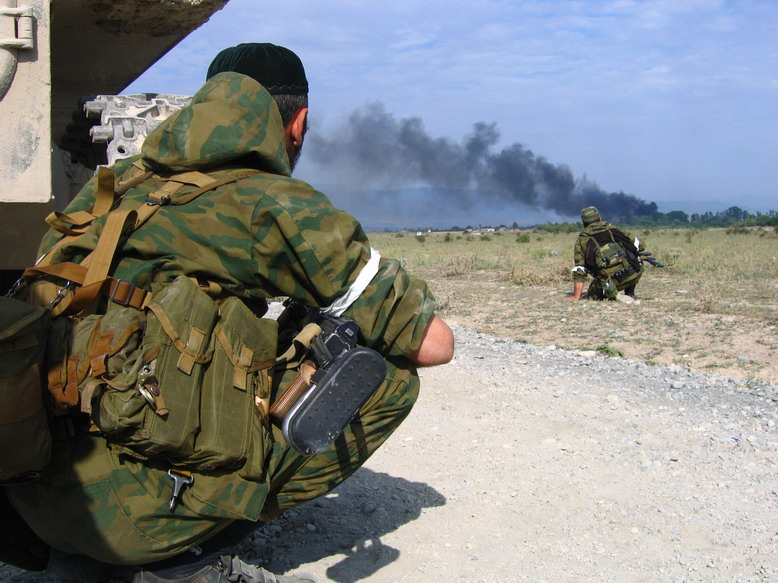
南オセチア紛争で侵略活動を行っているヴォストーク大隊の兵士たち（ニコジ村まで500メートルから700メートルの地点）。撮影：ヤナ・アメリーナ

2008年の南オセチア紛争では、ジョージア軍とロシア軍の戦闘がこの付近にまで及んだ。2008年8月9日から11日にかけてこの村で激しい戦闘が行われ、ロシア兵9人が死亡。ロシアの戦車1台が対戦車ミサイル9M111ファゴットに撃破され、2台の装甲車がグレネードランチャーによって焼かれた。村には爆弾が投下され32発が修道院に命中、9世紀から10世紀に建てられた主教館をはじめとする修道院全体が焼失した。他にも図書館やアニメーションスタジオが被害を受けた。

## 宗教
ニコジはジョージア正教会において、ニコジ・ツヒンヴァリ教区に属している。村には修道院、教会学校、主教館がある。
また村にあるニコジ大聖堂と大天使聖堂はジョージアの国定不動産文化財に指定されている。
村は2008年の南オセチア紛争で大きな被害を受け、家屋や宗教施設のほとんどが破壊された。

## 主な出身者
- キリオン2世（グルジア語版）（1855年–1918年） - 1917年のロシア革命によってジョージア正教会が独立を回復後、初代「全ジョージアのカトリコス総主教」に選出された。

## 交通
ニコジとトビリシを結ぶ列車が、ゴリ経由で毎日運行している。